# سيدو سانو
سيدو سانو (بالإسبانية: Seydou Sano)‏ (28 أكتوبر 2004 في داكار في السنغال - ) هو لاعب كرة قدم سنغالي في مركز الدفاع يلعب حالياً في نادي الغرافة القطري و منتخب السنغال.

## وصلات خارجية
- سيدو سانو على موقع قاعدة بيانات كرة القدم.إي يو (الإنجليزية)
- سيدو سانو على موقع ناشيونال فوتبول تيمز (الإنجليزية)
- سيدو سانو على موقع Soccerway.com (الإنجليزية)